# 123
123（百二十三、ひゃくにじゅうさん）は自然数、また整数において、122の次で124の前の数である。

## 性質
- 123 は合成数であり、約数は 1、3、41 と 123 である。
  - 約数の和は168。
- 42番目の半素数である。1つ前は122、次は129。
  - 121, 122, 123と半素数が3連続する3番目の組合わせである。1つ前は93、次は141。
- 10番目のリュカ数である。1つ前は76、次は199。
- 1/123 = 0.00813... (下線部は循環節で長さは5)
  - 逆数が循環小数になる数で循環節が5になる3番目の数である。1つ前は82、次は164。
- 各位の和が6になる10番目の数である。1つ前は114、次は132。
- 各位の平方和が14になる最小の数である。次は132。(オンライン整数列大辞典の数列 A003132)
  - 各位の平方和が n になる最小の数である。1つ前の13は23、次の15は1123。(オンライン整数列大辞典の数列 A055016)
- 各位の立方和が36になる最小の数である。次は132。(オンライン整数列大辞典の数列 A055012)
  - 各位の立方和が n になる最小の数である。1つ前の35は23、次の37は1123。(オンライン整数列大辞典の数列 A165370)
  - 各位の立方和が平方数になる16番目の数である。1つ前は120、次は126。(オンライン整数列大辞典の数列 A197039)
- 各位の積が6になる7番目の数である。1つ前は116、次は132。(オンライン整数列大辞典の数列 A199988)
  - 各位の和と各位の積が等しくなる11番目の数である。1つ前は22、次は132。(オンライン整数列大辞典の数列 A034710)
- 自然数を昇順に並べてできる3番目の数である。1つ前は12、次は1234。(オンライン整数列大辞典の数列 A007908)
  - 連続自然数を昇順に並べてできる9番目の数である。1つ前は89、次は234。(オンライン整数列大辞典の数列 A035333)
    - 46番目の右上がりの数である。ただし3桁の数では最小。1つ前は89、次は124。(オンライン整数列大辞典の数列 A009993)

  - 3つの連続自然数を昇順に並べてできる最小の数である。次は234。(オンライン整数列大辞典の数列 A001703)
  - 連続自然数を3つ昇順に並べてできる最小の数である。次は456。(オンライン整数列大辞典の数列 A248556)
  - n 個の自然数を昇順に並べてできる最小の数である。1つ前の2個は12、次の4個は1234。(オンライン整数列大辞典の数列 A007908)
  - 連続整数からなる30番目の数である。1つ前は120、次は132。(オンライン整数列大辞典の数列 A215014)
- 123 = 12 + 12 + 112 = 52 + 72 + 72
  - 3つの平方数の和2通りで表せる26番目の数である。1つ前は122、次は125。(オンライン整数列大辞典の数列 A025322)
  - 123 = 112 + 2
    - n = 2 のときの 11n + n の値とみたとき1つ前は12、次は1334。(オンライン整数列大辞典の数列 A226737)
- 23の約数 1,23 を昇順に並べた数である。n の約数を昇順に並べた数とみたとき1つ前の22は121122、次の24は1234681224。(オンライン整数列大辞典の数列 A037278)

## その他 123 に関連すること
- 西暦123年
- 紀元前123年
- 平年の場合、年始から123日目は5月3日。国民の祝日憲法記念日。
- ASCII、Unicode等の123 (7B16) は、{（開き中括弧）である。
- 日本航空123便墜落事故は、1985年8月12日に起きた、単独事故としては史上最多の死者を出した航空機事故（乗員15人を含む520人が死亡）。以降、同社の国内線では「123」が欠番となっている。
- 日本の第123代天皇は、大正天皇である。
- 第123代ローマ教皇はレオ6世（在位：928年5月～12月）である。
- 国鉄123系電車
- 伊号第一二三潜水艦
- 一二三 (音楽プロダクション)（ひふみ）
- 日本の姓や人名に、一二三（「ひふみ」）がある。一二三慎太（プロ野球選手）、加藤一二三（将棋棋士）、須田一二三（競輪選手）など。